# 鸿都门学
鸿都门学是東漢汉灵帝时設立的學校，以研討和教授词赋、小說、書法和書畫等內容為主。
由於在黨錮之禍時，洛陽的太学生站在士大夫一边，宦官和漢靈帝為剷除太学中的太學生力量，於光和元年（178年）在洛阳的城門鸿都门附近設立鸿都门学。鸿都门学一開始以經學的名義招徠學生，后來吸引了數千名擅長词赋和書法的人，這些人後來在中央和地方都當上大官。鸿都门学設置當年，灾异屢生，漢灵帝派中常侍曹节、王甫等向杨赐和蔡邕等詢問消除灾异的方法，阳球、杨赐和蔡邕等人趁機提出裁撤鸿都门学，但漢靈帝沒有採納。